# Yurie Seki
Yurie Seki es una deportista japonesa que compite en vela en la clase 470. Ganó una medalla de  en el Campeonato Mundial de 470 de 2023.

## Palmarés internacional
| \| Campeonato Mundial \| Campeonato Mundial \| Campeonato Mundial \| Campeonato Mundial \| \| Año \| Lugar \| Medalla \| Clase \| \| ------------------ \| ---------------------- \| ------------------ \| ------------------ \| \| 2023 \| La Haya (Países Bajos) \| Medalla de bronce \| 470 mixto \| |                        |                   |           |
| Campeonato Mundial |                        |                   |           |
| Año | Lugar                  | Medalla           | Clase     |
| 2023 | La Haya (Países Bajos) | Medalla de bronce | 470 mixto |